# Pavolechia
Pavolechia är ett släkte av fjärilar. Pavolechia ingår i familjen stävmalar.
Kladogram enligt Catalogue of Life:
| Pavolechia | \| \| Pavolechia argentea \| \| \| \| \| \| Pavolechia chrysostoma \| \| \| \| |
|            | \| \| Pavolechia argentea \| \| \| \| \| \| Pavolechia chrysostoma \| \| \| \| |
|            | Pavolechia argentea                                                            |
|            |                                                                                |
|            | Pavolechia chrysostoma                                                         |
|            |                                                                                |